# 魅惑魔女 (漫威漫畫)
魅惑魔女（英語：Enchantress）是美國漫威漫畫中的多位超級反派的稱號。第一位魅惑魔女首次於《神秘之旅》第103期中登場，本名阿莫拉（Amora），她是雷神索爾最大的敵人之一。由作家史丹·李和藝術家傑克·科比所創作。第二個女巫是年輕的希薇·拉斯頓（Sylvie Lushton），洛基創造她作為混亂的工具時，她被賦予了巨大的神秘力量。且他模仿了女巫阿莫拉。

## 人物
阿莫拉出生於阿斯嘉，有一個名叫羅蕾萊的姐姐。阿莫拉最初跟諾恩海姆女王嘉尼拉學習魔法，被放逐後阿莫拉繼續自己學習魔法，特別是通過誘惑學習魔法。後來，阿莫拉成為阿斯嘉更強大的魔術師之一，利用她的神奇藥物、武器等工具迷惑和控制人心。

## 其他媒體

### 電視
- 《漫威超級英雄》：由佩格·迪克森配音。
- 《Q版大英雄》：由格蕾·德莱勒配音[1]。
- 《復仇者聯盟：史上最強英雄戰隊》：由凱莉·華格倫（英语：Kari Wahlgren）配音[2]。
- 《復仇者聯盟：正義出擊（英语：Avengers Assemble (TV series)）》：由弗里達·沃爾夫（英语：Fryda Wolff）配音[3]。
- 漫威電影宇宙：由蘇菲雅·迪馬蒂諾飾演希薇，是洛基的變異因子，該角色融合了女洛基及「魅惑魔女」希薇·拉斯頓的元素。
  - 《洛基》（2021-2023年）

### 電影
- 《浩克大戰（英语：Hulk Vs）》：由凱莉·華格倫配音[4] 。
- 《雷神索爾：仙宮傳說（英语：Thor: Tales of Asgard）》：由艾希莉·波爾配音。

### 遊戲
- 《Marvel：終極聯盟（英语：Marvel: Ultimate Alliance）》，由嘉布莉兒·卡達尼斯（英语：Gabrielle Carteris）配音。
- 《漫威超級英雄戰隊（英语：Marvel Super Hero Squad Online）》，由格蕾·德莱勒配音。
- 《Marvel：復仇者聯盟（英语：Marvel: Avengers Alliance）》
- 《漫威復仇者學院（英语：Marvel Avengers Academy）》
- 《MARVEL未來之戰》：手機遊戲，魅惑魔女是玩家可使用角色之一。
- 《樂高：復仇者聯盟（英语：Lego Marvel's Avengers）》[5]

## 外部連結
- Enchantress （页面存档备份，存于） 漫畫書數據庫
- Enchantress （页面存档备份，存于） 超級英雄數據庫
- Marvel Comics Database: Enchantress （页面存档备份，存于）